# Si vis pacem para bellum

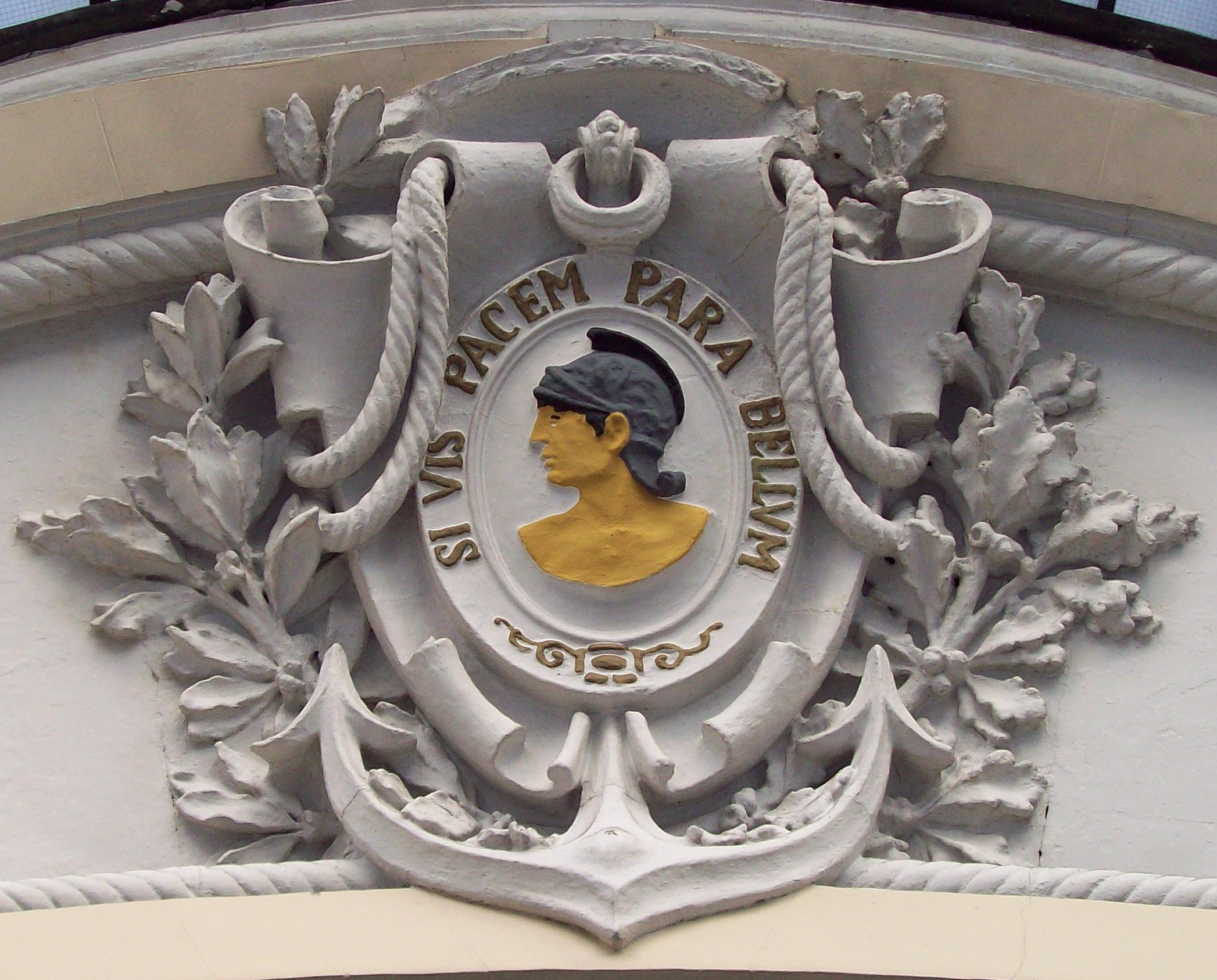
Inschrift über dem Eingang des Kulturzentrums der Armee in Madrid: Si vis pacem para bellum

Si vis pacem para bellum ist ein lateinisches Sprichwort. Wörtlich übersetzt lautet es: „Wenn du (den) Frieden willst, bereite (den) Krieg vor.“ Andere, freiere Übersetzungsversionen sind: „Wenn du Frieden willst, rüste zum Krieg“ oder „Wer den Frieden sucht, bereite den Krieg (vor)“.
Der Klassische Philologe Eduard Wölfflin wies allerdings darauf hin, dass man den Spruch „bei allen Autoren gesucht und nirgends gefunden“ habe. Er hielt ihn deshalb „in dieser Form nicht für antik“.
Die Grundidee findet sich schon bei Platon:

„Die vornehmste Grundlage eines glückseligen Lebens aber ist dies, dass man weder Unrecht tut noch von anderen Unrecht erleidet. Hiervon ist nun das Erstere nicht so gar schwer zu erreichen, wohl aber so viel Macht zu erwerben, dass man sich gegen jedes Unrecht zu sichern vermag, und es ist unmöglich auf eine andere Weise vollkommen zu derselben zu gelangen als dadurch, dass man selber vollkommen tüchtig dasteht. Und ebenso ergeht es auch einem Staate, ist er tüchtig, so wird ihm ein friedliches Leben zuteil, ist er es nicht, so bedrängt ihn Fehde von innen und außen.

[…]

Steht es aber so damit, so muss sich jeder nicht erst im Kriege, sondern schon in Friedenszeiten auf den Krieg einüben, und darum muss eine verständige Bürgerschaft in jedem Monat nicht weniger als einen Tag Kriegsdienste tun, wohl aber noch mehrere, wenn es den Behörden nötig erscheint, und dabei weder Frost noch Hitze scheuen.“

Das Sprichwort bezeichnet auch die Quintessenz der 7. Philippica, einer nach allen Regeln der Rhetorik gehaltenen Grundsatzrede von Marcus Tullius Cicero Mitte Januar 43 v. Chr. vor dem römischen Senat. Darin stellt er sich zunächst als Anwalt des Friedens vor. Anschließend legt er dar, warum ein Friede mit Marcus Antonius erstens schimpflich, zweitens gefährlich und drittens unmöglich sei.
Außerdem kommt sie bei Ciceros Zeitgenossen Cornelius Nepos vor (Epaminondas 5, 4). Am nächsten kommt dem Satz der römische Militärschriftsteller Vegetius (um 400 n. Chr.) im Vorwort zu Buch III seines Werkes De re militari:

„Qui desiderat pacem, bellum praeparet“

„Wer (den) Frieden wünscht, bereite (den) Krieg vor.“

Weiter ausgeführt ist der Gedanke bei Augustinus (De civitate Dei XIX, 12). Aufgenommen wird er unter anderem von Johannes von Salisbury und Sedulius Scottus. Auch im Ritterspiegel von Johannes Rothe wird er behandelt und Vegetius mehrfach zitiert.

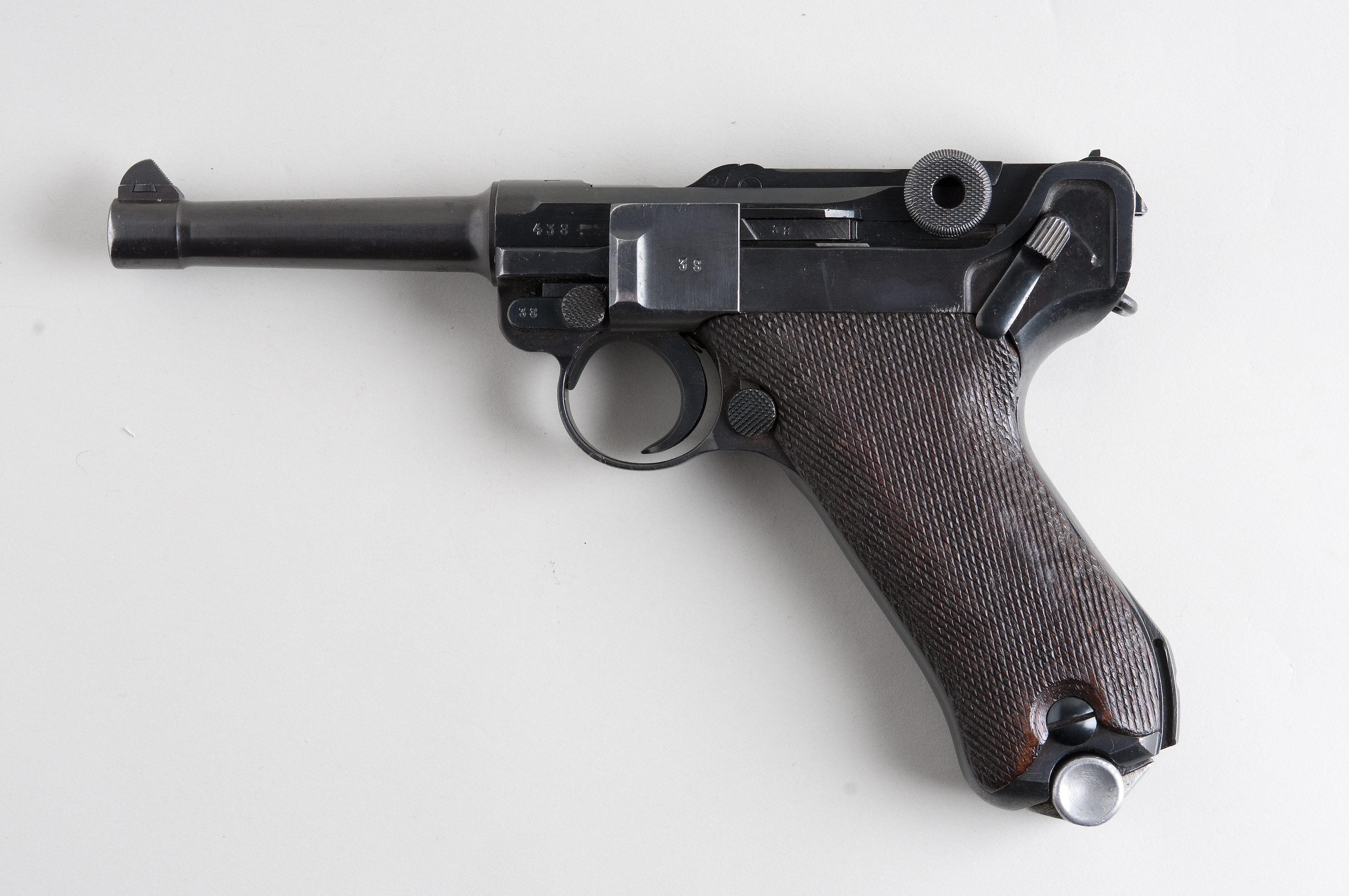
Parabellumpistole

In der Moderne entstand aus dem Spruch das waffentechnische Warenzeichen Parabellum. Auch der Originaltitel des US-amerikanischen Actionfilms John Wick: Kapitel 3 (John Wick: Chapter 3 – Parabellum, 2019) hat seinen Namen von diesem Sprichwort.
Walter Benjamin veränderte den Sinn des Sprichwortes durch Austausch des Prädikats entscheidend – er schrieb 1926 in einem Aufsatz, in dem er sich kritisch mit Strömungen innerhalb des Pazifismus auseinandersetzt:

„Wer aber den Frieden will, der rede vom Krieg.“

Diese Sentenz findet sich auch am Deutschen Panzermuseum Munster.

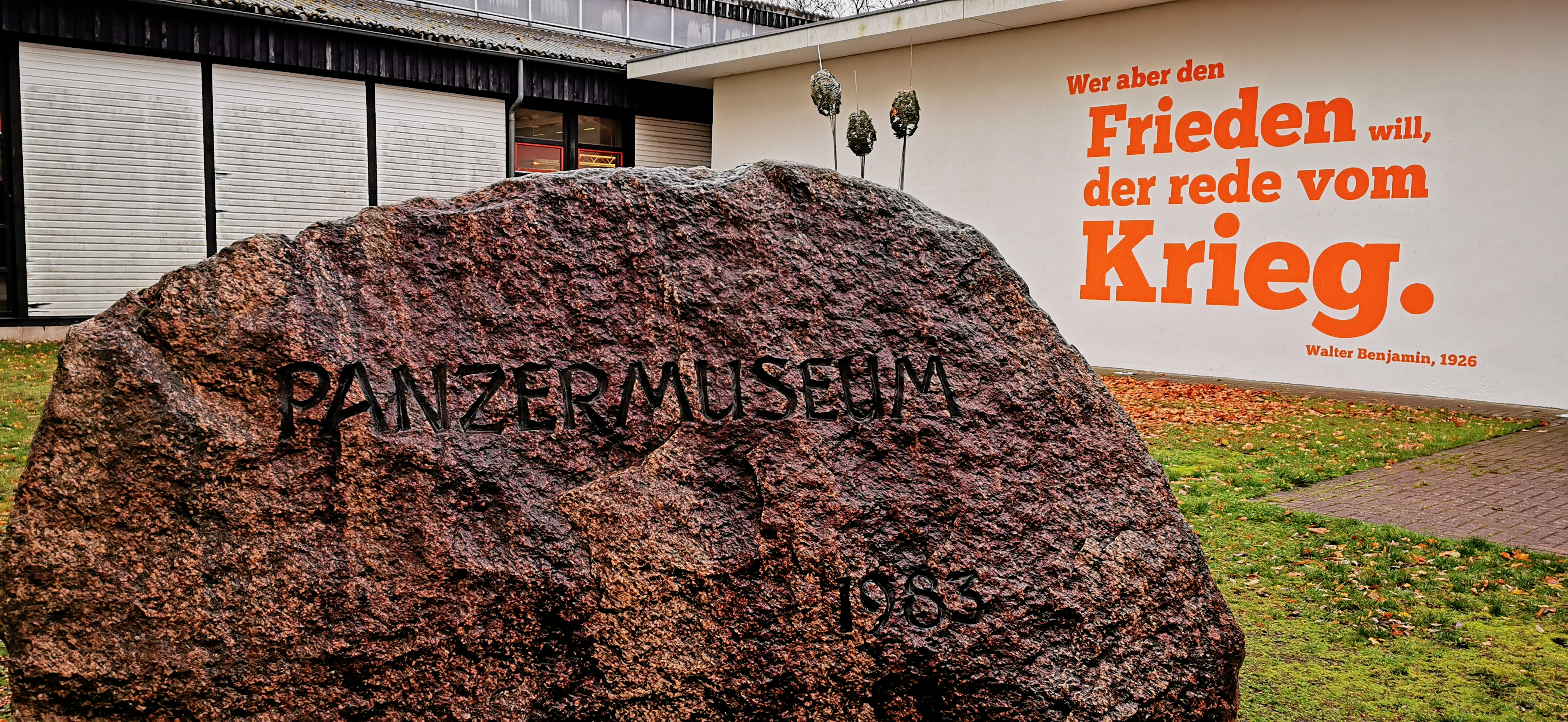
Deutsches Panzermuseum Munster

Die Umkehrung des Satzes in si vis pacem para pacem taucht in einem friedenswissenschaftlichen Zusammenhang erstmals als „if you wish for peace, prepare for peace“ bei John Noble (Arbitration and a congress of nations as a substitute for war in the settlement of international disputes) 1862 auf. Sie beschreibt die Entwicklung zeitgemäßer Friedenskonzepte:

„Friede sowohl in inner- als auch in zwischenstaatlicher Hinsicht sollte verstanden werden als ein gewaltfreier und auf die Verhütung von Gewaltanwendung gerichteter politischer Prozeß, in dem durch Verständigungen und Kompromisse solche Bedingungen des Zusammenlebens von gesellschaftlichen Gruppen bzw. von Staaten und Völkern geschaffen werden, die nicht ihre Existenz gefährden und nicht das Gerechtigkeitsempfinden oder die Lebensinteressen einzelner oder mehrerer von ihnen so schwerwiegend verletzen, daß sie nach Erschöpfung aller friedlichen Abhilfeverfahren Gewalt anwenden zu müssen glauben. Um Frieden zu erreichen, sind deshalb anhaltende Bemühungen um Rechtsstaatlichkeit, Erwartungsverläßlichkeit, ökonomischen Ausgleich und Empathie erforderlich.“

## Rezeption
Im Asterix-Band Der große Graben (Le Grand Fossé, 1980, Seite 32) ließ Albert Uderzo streikende Legionäre ein Banner mit der Variation SI VIS PACEM EVITA BELLUM („Willst du Frieden, vermeide den Krieg“) tragen.